# فیل وودز
فیل وودز (انگلیسی: Phil Woods؛ ۲ نوامبر ۱۹۳۱ – ۲۹ سپتامبر ۲۰۱۵) یک آهنگساز و نوازنده کلارینت و ساکسوفون آلتو سبک بیباپ جاز اهل آمریکا بود. وی در سال ۲۰۰۷ لقب استاد جاز را از سازمان پشتوانه ملی هنرهای آمریکا دریافت کرد. وی هم‌چنین ۷ بار نامزد جایزه گرمی شده بود که ۴ بار توانست این جایزه را دریافت کند.